# 松島庄五郎
松島 庄五郎（まつしま しょうごろう）は、長唄の名跡。3代目は唄方、三味線方両方で活躍。4代目は三味線方。4代目のみ松島庄五朗。

## 初代
（生年不詳 - 明和元年（1764年?））
江戸四谷の青物市場で呼び込みをしていたのを美声が見込まれて長唄の世界に入った。番付類には1726年の江戸市村座顔見世番付に見える。
初代吉住小三郎、坂田兵四郎と共に名人上手と称賛された。師匠は不明。
5代目杵屋勘五郎「杵屋系図」によれば鳥羽屋三右衛門唄門弟とあるが年齢的に無理で、松島流に伝わっているように松島四郎八門弟と思われる。1726年に森田座番付が名の初見。1747年に「長唄鼓唄」となる。『飛鳥川』（八十九翁著　1810年）に「松島庄五郎、坂田兵四郎と云う上手あり、庄五郎四谷せんざい場の呼込役とぞ、声すぐれてよき故、人の勧めにて唄うたいとなる。」とある。1727年より1733年まで中村座出勤。1734年冬に市村座「二人椀久」の「庄五郎　兵四郎掛け合の長唄にて（中略）大当たり」（『役者初子読』）。『武江年表　享保間記事』に「松島庄五郎、坂田兵四郎、小出金四郎等が小唄流行す」。『三升屋二三治戯場書留』に「松島庄五郎は世に長唄元祖名人と云う」とある。1763年11月に中村座「末広冬牡丹」を最後に名を見ず。明和1年死去と松島派に伝承あり。庄五郎が初演した伝承曲⇒長五郎髪梳。三勝道行。英獅子乱曲。枕丹前。今様四季三番三（晒三番叟）。

## 2代目
（天保4年（1833年） - 明治23年（1890年）3月7日）
父は5代目松永忠五郎。4代目松永鉄五郎死去に伴い4代目松永兼五郎の実家で1868年に5代目松永鉄五郎を襲名。同年12月に4代目鉄五郎の娘のかめの二度目の婿養子栄次郎が入籍した事で自身は6代目松永忠五郎を襲名し清元叶太夫（後の3代目松永和楓）に鉄五郎の名を譲った。1877年に2代目松島庄五郎を襲名。
「勧進帳」「元禄花見踊」等の立唄で人気を得た。

## 3代目
（生年不詳 - 大正7年（1918年）6月20日）本名は中村清次郎。
2代目庄五郎の次男。最初は3代目杵屋勘五郎の門下で留五郎。1887年に師の死後3代目杵屋正次郎の門下で正三郎。1902年に父の名の3代目庄五郎を襲名。長唄研精会で唄方で活躍していたが1903年からは歌舞伎座の立三味線で活躍した。

## 4代目
（明治35年（1902年）10月17日 - 昭和55年（1980年）4月21日）本名は大沢信次郎。
東京芝の生まれ、3代目庄五郎の義弟、15歳のとき初代杵屋五三郎に手ほどきを受ける。1919年に3代目杵屋栄蔵入門。杵屋栄八郎許名。1926年に3代目松島庄十郎の養女ミヨと結婚。7代目芳村伊十郎、杵屋五郎治と共に「白鳳会」を起こす。1940年に3代目娘のミヨと結婚。1941年に3代目庄十郎七回忌に松島栄八朗と改める。1959年に息子の4代目松島庄十郎に松島流家元を譲り4代目松島庄五朗となり家元後見となる（庄五郎を庄五朗と改めた）。

## 5代目
（昭和30年（1955年）10月8日 - 平成14年（2002年）7月28日）本名は大澤進。
日本大学芸術学部卒業。4代目松島庄十郎実子の松島庄丸が4代目没後襲名。